# Харисвил (Мичиген)
Харисвил (Мичиген) (енгл. Harrisville) град је у америчкој савезној држави Мичиген. По попису становништва из 2010. у њему је живело 493 становника.

## Демографија
Према попису становништва из 2010. у граду је живело 493 становника, што је 21 (4,1%) становника мање него 2000. године.
| Група             | 2000.       | 2010.       |
| Белци             | 483 (94,0%) | 468 (94,9%) |
| Афроамериканци    | 11 (2,1%)   | 3 (0,6%)    |
| Азијати           | 5 (1,0%)    | 1 (0,2%)    |
| Хиспаноамериканци | 5 (1,0%)    | 12 (2,4%)   |
| Укупно            | 514         | 493         |